# Relvãokellermann
Relvãokellermann ist ein international tätiges Büro für Industriedesign mit Sitz in München, Deutschland. Gegründet wurde es vom deutsch-portugiesischen Industriedesigner-Paar Ana Relvão (* 1986, Coimbra, Portugal) und Gerhardt Kellermann (* 1983, Vișeu de Sus, Rumänien). Gerhardt Kellermann ist neben seiner Tätigkeit als Industriedesigner auch ein Produktfotograf.

## Geschichte

### Frühe Jahre und erste Zusammenarbeit
Relvão und Kellermann lernten sich 2011 kennen, als beide in München für unterschiedliche Designer arbeiteten.
Relvão, eine gebürtige Portugiesin, zog kurz zuvor für ein Praktikum beim deutschen Designer Stefan Diez nach Deutschland. Sie hat an der Faculdade de Belas-Artes in Lissabon (FBAUL) equipment design studiert und während ihrer Studienzeit begonnen im Büro des portugiesischen Designers Miguel Vieira Baptista zu arbeiten.
Kellermann schloss 2008 das Industriedesign-Studium an der Akademie der Bildenden Künste in Stuttgart ab. Bereits während des Studiums arbeitete er als Assistent im Studio von Nitzan Cohen. Nach seiner Diplomarbeit über die designhistorische Entwicklung der Firma Braun zog Kellermann von Stuttgart nach München.
Nachdem Relvão und Kellermann auch privat ein Paar wurden, begannen beide an gemeinsamen Projekten zu arbeiten, verfolgten aber anfangs auch noch eigene Laufbahnen. In diesem Zeitraum realisierte Kellermann in Zusammenarbeit mit der Modedesignerin Ayzit Bostan die Installation Replika im Münchner Hofgarten. 2012 gründeten Relvão und Kellermann gemeinsam mit Herbert H. Schultes die Bürogemeinschaft Industrial Design Associates, und arbeiteten fortan u. a. als externe Designer für den Küchenhersteller Bulthaup.

### Gründung und Entwicklung des Büros
Als sie in Folge ihrer Zusammenarbeit mit Bulthaup die angebotene Stelle als Designdirektoren ablehnten, um weiter unabhängig für verschiedene Unternehmen zu arbeiten und schließlich die gemeinsame Bürogemeinschaft mit Schultes auflösten, gründeten sie 2014 Relvãokellermann als eigenständiges Designbüro in München.
Das Büro arbeitet seit dem für nationale und internationale Kunden, wie u. a. Auerberg, Cor, Huawei, Fissler, Gaggenau, Ligre oder Samsung. Seit 2018 verantworten Relvão und Kellermann die Artdirektion für den bayrischen Büromöbelhersteller Gumpo, mit dem sie mehrere Produkte entwarfen. In Zusammenarbeit mit den Inhabern des Münchner Interiorstudio Holzrausch und dem Designer Jan Heinzelmann entwarfen sie das Küchensystem J*Gast, das durch eine spezielle Konstruktionsweise parametrisch skalierbare Einbauküchen ermöglicht.
Relvão und Kellermann hielten Vorträge und hatten Lehraufträge an Universitäten und Kunsthochschulen in Deutschland, Portugal und Italien. 2018 waren sie Gastprofessoren an der Staatlichen Akademie der Bildenden Künste in Stuttgart.
Daneben waren sie Juroren bei verschiedenen internationalen Designpreisen.
Arbeiten von Relvãokellermann wurden mit nationalen und internationalen Designpreisen ausgezeichnet und finden sich unter anderem in der ständigen Ausstellung der Neuen Sammlung in München.

## Auszeichnungen (Auswahl)
- German Design Award Gold 2025, Ligre Siji[25]
- Stylepark Selected Award 2024, YAY und OHH für gumpo[26]
- iF Design Award 2024, Siji für Ligre[27]
- German Design Award 2024, J*Gast Küchensystem[28]
- Monocle Design Award 2024, J*Gast Küchensystem[29]
- Red Dot Design Award 2023, J*Gast Küchensystem[30]
- iF Design Award Gold 2023, Pony für Gumpo[31]
- iF Design Award Gold 2023, Youn for Ligre[32]
- Iconic Awards 2023, Best Of The Best, J*Gast Küchensystem[33]
- German Design Award Gold 2023, Otu für Ligre[34]
- iF Design Award 2022, NV8300T & NQ8300T Öfen für Samsung[35]
- AIT Innovation Award Architecture + Office 2022, Pony für Gumpo[36]
- Stylepark Selected Award 2021, Pony für Gumpo[37]
- Kitchen Innovation Award 2021, Best Product, Infinite Line Oven für Samsung[38]
- German Design Award 2020, Normcore Collection für Gumpo[39]
- iF Design Award 2020, Normcore Collection für Gumpo[40]
- iF Design Award 2020, European Oven Package für Samsung[41]
- Bronze Idea Award 2020, Infinite Line Oven für Samsung[42]
- CORE 77 Design Awards 2019, Bookmark Pen für Kikkerland[43]
- Stylepark Selected Award 2018, Temp für Gumpo[44]

Daneben waren Relvão und Kellermann als Paar und auch einzeln in den Jahren 2014, 2016, 2018 und 2020 für den Förderpreis der Stadt München nominiert.

## Publikationen
- Fresh Minds New Values, In: Bettina Knoth: 266 Weltverbessernde Projekte. Ein Prozess, Publikation zum DDC Designwettbewerb Was Ist Gut, S. 62–65, ISBN  978-3-9815288-9-3
- Relvãokellermann über Dieter Rams, In: Welt Am Sonntag. Icon Magazin. April 2024, S. 41